# Pride on Everyday
「Pride on Everyday」（プライド・オン・エブリデイ）は、スフィアの11枚目のシングル。2012年11月7日にGloryHeavenから発売された。

## 概要
前作「Non stop road/明日への帰り道」から約6ヶ月強ぶりのリリースとなる2012年2作目のシングル。販売形態は、初回限定盤、通常盤の2種リリースで、前者には「Pride on Everyday」のPVを収録したDVDが同梱されている。
表題曲「Pride on Everyday」は、テレビアニメ『バクマン。』の第3シリーズエンディングテーマに起用された。自身の楽曲がテレビアニメの主題歌に起用されるのは9枚目のシングル「HIGH POWERED」から3作連続。

## 収録曲
1. Pride on Everyday [4:53]
作詞：畑亜貴、作曲・編曲：高田暁
テレビアニメ『バクマン。』第3シリーズエンディングテーマ
「ライバル」、「友情」、「プライド」をテーマとした応援ソングで、『バクマン。』っぽさの中にスフィアらしさが表現されている[1]。また、豊崎も「背中を押せるような歌」、寿はアンコールにも使えると述べている[2]。
2. ワタシ♪NOTEと#ペンシル [4:59]
作詞：松井洋平、作曲：磯崎健史、編曲：渡辺未来
3. Pride on Everyday （Off Vocal）
4. ワタシ♪NOTEと#ペンシル（Off Vocal）

DVD（初回限定盤のみ）
1. Pride on Everyday（Music Clip）